# Pteleopsis habeensis
Espèce
Statut de conservation UICN

 EN A1c, B1+2c : En danger
Pteleopsis habeensis est une espèce de plantes à fleurs de la famille des Combretaceae. C'est un buisson originaire du Mali, au Ghana, au Burkina Faso et au Nigeria. Il pousse milieu tropical à saison sèche.
Selon Plants of the World Online, c'est un synonyme de Terminalia habeensis.

## Publication originale
- Kew Bulletin 1953: 290. 1953.